# Made in Germany (Ausstellung)
Made in Germany heißt eine seit 2007 in Hannover stattfindende Überblickschau zur zeitgenössischen Kunst deutscher und ausländischer Künstler, die in Deutschland leben und arbeiten. Die hannoverschen Ausstellungshäuser Sprengel Museum Hannover, Kestnergesellschaft und Kunstverein Hannover schlossen sich für diese Ausstellung erstmals zusammen und konzipierten die Schau gemeinsam.
2012 wurde die Ausstellung unter dem Titel „Made in Germany Zwei“ mit dem Untertitel Internationale Kunst aus Deutschland erneut ausgerichtet. Im Fokus der dritten Ausgabe von »Made in Germany« von 3. Juni bis 3. September 2017 liegen die Produktionsbedingungen von Kunst in Deutschland und die Frage, wie geografische, politische und institutionelle Strukturen sowie neue Technologien entscheidende Voraussetzungen für die Herstellung von Kunst schaffen. Mit der Konzentration auf die aktuellen Produktionsbedingungen fragt sie, inwieweit sich künstlerische Produktion neu definiert.
Die Ausstellungen fanden bzw. finden parallel zur jeweiligen documenta in Kassel statt.

## 2007
2007 schlossen sich die Kestnergesellschaft, der Kunstverein Hannover und das Sprengel Museum Hannover erstmals zusammen, um in einer gemeinsamen Ausstellung einen Einblick in die Entwicklung der aktuellen, internationalen Kunstszene in Deutschland zu geben. Die Ausstellung fand vom 25. Mai bis 26. August 2007 statt, in der über 80 Arbeiten von 52 in Deutschland lebenden und arbeitenden, internationalen Künstlern präsentiert wurden. Die Ausstellung erstreckte sich über die drei Häuser und griff die jeweiligen räumlichen Situationen und Gegebenheiten auf. Insgesamt besuchten 60.000 Interessierte diese erste Ausstellung, die unter der Schirmherrschaft des Bundespräsidenten Horst Köhler stand.

### Teilnehmer
| - Oliver van den Berg - Benjamin Bergmann - Michael Beutler - Armin Boehm - Candice Breitz - Fernando Bryce - Peggy Buth - Björn Dahlem - Nathalie Djurberg - Marcel van Eeden - Elmgreen und Dragset - Slawomir Elsner - Jeanne Faust | - Ceal Floyer - Andreas Gefeller - Christoph Girardet - Tue Greenfort - Beate Gütschow - Mathilde ter Heijne - Jeppe Hein - Diango Hernández - Andy Hope 1930 - Sabine Hornig - Sergej Jensen - Franka Kaßner - Christoph Keller | - Annette Kelm - Alexander Laner - Ján Mančuška - Bjørn Melhus - Simon Dybbroe Møller - Jonathan Monk - Astrid Nippoldt - Henrik Olesen - Kirsten Pieroth - Peter Piller - Julius Popp - Julian Rosefeldt - Daniel Roth | - RothStauffenberg - Michael Sailstorfer - Florian Slotawa - Sean Snyder - Simon Starling - Gert & Uwe Tobias - Gabriel Vormstein - Amelie von Wulffen - Haegue Yang - Tobias Zielony - Ralf Ziervogel - David Zink Yi - Thomas Zipp |

## 2012
Die Ausstellung „Made in Germany Zwei“ folgte fünf Jahre später und zeigte ebenfalls zeitgenössische Kunst von internationalen Künstlern, die in Deutschland leben und arbeiten. Insgesamt wurden 44 Positionen von einem Kuratorenteam der drei Ausstellungshäuser ausgewählt. Die Ausstellung begann am 17. Mai und endete am 19. August 2012. Made in Germany Zwei stand unter der Schirmherrschaft des Bundespräsidenten Joachim Gauck. Anders als 2007 wurde die Ausstellung durch Schwerpunktthemen gegliedert. Ausgehend von der Frage, welche übergreifenden Tendenzen und künstlerische Fragestellungen sich beobachten lassen, wurden sechs Schwerpunktthemen definiert, die in der Arbeit zeitgenössischer Kunst in den letzten Jahren verstärkt eine Rolle spielen: Das „Gestern im Heute“, (soziale, virtuelle, institutionelle) „Räume“, das „Übersinnliche“, die Grenzen und Erweiterungen des Mediums („Medium als Material“), „Narrativität“ und „Vernetzungen“ werden in der Schau als Betrachtungsmöglichkeiten ins Zentrum gestellt. Viele der teilnehmenden Künstler entwickelten für die Schau neue Arbeiten. 2012 besuchten fast 60.000 Besucher die Ausstellung, damit knüpften die Organisatoren an den Erfolg der Erstausgabe von 2007 an.

### Teilnehmer
| - Saâdane Afif - Ulf Aminde - Rosa Barba - Alexandra Bircken - Shannon Bool - Mike Bouchet - Ulla von Brandenburg - Matti Braun - Nina Canell - Marietta Chirulescu - Keren Cytter | - Natalie Czech - Simon Denny - Jan Paul Evers - Omer Fast - Max Frisinger - Simon Fujiwara - Cyprien Gaillard - Gregor Gleiwitz - Dirk Dietrich Hennig - Benedikt Hipp - Olaf Holzapfel | - Sven Johne - Keller/Kosmas (Aids-3D) - Kitty Kraus - Alicja Kwade - Marcellvs L. - Alon Levin - Klara Lidén - Agata Madejska - Michael Pfrommer - Mandla Reuter - Reynold Reynolds | - Nina Rhode - Bernd Ribbeck - Michael Riedel - Ricarda Roggan - Julia Schmidt - Kathrin Sonntag - Helen Verhoeven - Jorinde Voigt - Suse Weber - Susanne M. Winterling - Alexander Wolff |

## 2017
Von 3. Juni bis 3. September 2017 wird es eine dritte Ausstellung mit dem Titel "Produktion. Made in Germany Drei" geben. In den fünf Jahren seit der letzten Ausstellung ist die postdigitale Generation groß geworden, haben neue Netzwerke, Apps und DIY-Anleitungen die Kunst durchdrungen. In einer Kunstlandschaft mit einer nach wie vor international einzigartigen Institutionendichte (Kunstakademien und Kunsthochschulen, Kunstvereine und Museen) ist die deutsche Szene auch Produktionsort dieser jüngsten Kunst. 
Drei zentrale Aspekte stehen im Vordergrund der Ausstellung und der Künstlerinnen und Künstler: erstens Raum im Sinne von Produktionsort, Standort und Umfeld; zweitens Zeit im Sinne von Arbeitsprozess, Erzählung und Geschwindigkeit; drittens Produktionsstruktur im Sinne von Kooperation und Netzwerk. Ephemere Kunstformen und raumbezogene Installationen boomen und Künstlerinnen und Künstler schaffen blogs, Offspaces und Freiräume für jede Art von Aktivitäten. Die Erweiterung ihrer globalen Mobilität, die Zugehörigkeit zu verschiedenen Künstlergruppen sowie die Teilnahme an einem fordernden Kunstmarkt sind weitere Aspekte eines vielfach beschleunigten Schaffens. Diese Entwicklungen stellen virulente Fragen: Welche Rolle spielt es in der zeitgenössischen Kunstproduktion, den Kontext ihrer Entstehung sichtbar zu machen? Inwiefern haben sich die geografischen Koordinaten der Produktion im Rahmen digitaler Kommunikation und virtueller Vernetzung ausdifferenziert? Wie manifestiert sich der Prozess von Kollaborationen innerhalb des Produktionsstandorts Deutschland? Auf welche Weise findet die Auseinandersetzung mit dem spezifischen Ausstellungsort statt? Wann wird der Ausstellungsort zum Produktionsort?
Indem Künstlergruppen sowie Künstlerinnen und Künstler eingeladen werden, die die Produktion ihrer Kunst im Besonderen reflektieren, wie durch orts- oder medienspezifisches Arbeiten, zeigt die Ausstellung in den drei Häusern 2017 den Besucherinnen und Besuchern die zeitgenössische Situation der Kunst in Deutschland anhand ausgewählter Positionen.
Die zunehmende »Entgrenzung« in den Bildenden Künsten hat die drei Institutionen Kestnergesellschaft, Kunstverein Hannover und das Sprengel Museum Hannover darüber hinaus erstmals weitere kulturelle Partner in Hannover suchen lassen. Das Schauspiel Hannover, das Festival Theaterformen und die KunstFestSpiele Herrenhausen wirken 2017 als beteiligte Institutionen mit, um die Frage nach Produktion und Standort mit weiteren spartenübergreifenden Projekten zu ergänzen und die sich wandelnden Produktionsbedingungen von Theater und Performance zu betonen.

### Teilnehmer
| - Olga Balema - BPA Berlin Program for Artists - Julius von Bismarck - Juliette Blightman - Katinka Bock - Carina Brandes - Amy Lien & Enzo Camacho - Henning Fehr und Philipp Rühr | - Kasia Fudakowski - Sascha Hahn - Lena Henke - Calla Henkel und Max Pitegoff - IMPURE FICTION - Oliver Laric - Daniel Knorr | - Schirin Kretschmann - Veit Laurent Kurz - Lotte Lindner & Till Steinbrenner - Lonely Fingers - Ketuta Alexi-Meskhishvili - Das NUMEN - Peles Empire | - Willem de Rooij - Thomas Ruff - Yorgos Sapountzis - Timur Si-Qin - Hito Steyerl - Studio for Propositional Cinema - Raphaela Vogel |